# (3960) Chaliubieju
(3960) Chaliubieju ist ein Asteroid des Hauptgürtels, der am 7. April 1955 am Purple-Mountain-Observatorium in Nanjing entdeckt wurde.
Die Benennung erfolgte nach Cha Liubieju, einer Freundin der Entdecker.